# Xã Tebo, Quận Henry, Missouri
Xã Tebo (tiếng Anh: Tebo Township) là một xã thuộc quận Henry, tiểu bang Missouri, Hoa Kỳ. Năm 2010, dân số của xã này là 844 người.